# Вуковска жупанија
Вуковска жупанија (лат. Comitatus de Walko) је била жупанија, односно управна јединица средњовековне Краљевине Угарске. Обухватала је подручје између река Саве, Дунава и Драве, односно простор данашњег западног Срема и најисточнији део данашње Славоније. Значајнија места у жупанији била су Вуковар (лат. Walkowar), Илок (лат. Wylak), Рача (лат. Racha), итд. Убрајала се међу угарске жупаније и није припадала средњовековној Бановини Славонији. Становништво жупаније чинили су староседеоци Словени и новодосељени Мађари.

## Историја
Током 11. и 12. века ово подручје је било поприште честих ратних сукоба између Угарске и Византије. Након 1180. године, када је Угарска заузела суседни Срем, коначно се учврстила и угарска власт на вуковском подручју, где је крајем 12. или почетком 13. века створена и Вуковска жупанија. Међу најистакнутијим великашима ове жупаније били су Никола Илочки и његов син Ловро Илочки. Током прве половине 16. века, ово подручје су освојили Турци, након чега је прикључено Сремском санџку. Подручје је особођено од Турака током Бечког рата (1683-1699), када је прикучено Хабзбуршкој монархији, али посебна Вуковска жупанија није обновљена, већ је то подручје средином 18. века ушло у састав проширене Сремске жупаније. Данас је простор некадашње Вуковске жупаније подељен између Србије и Хрватске.